# Świerzno (Poméranie-Occidentale)
Pour les articles homonymes, voir Świerzno.
Świerzno est une localité polonaise, siège de la gmina rurale de Świerzno, située dans le powiat de Kamień en voïvodie de Poméranie-Occidentale. Elle se situe à environ 12 km à l'est de la ville de Kamień Pomorski et 66 km au nord-est de la capitale régionale Szczecin.

## Géographie

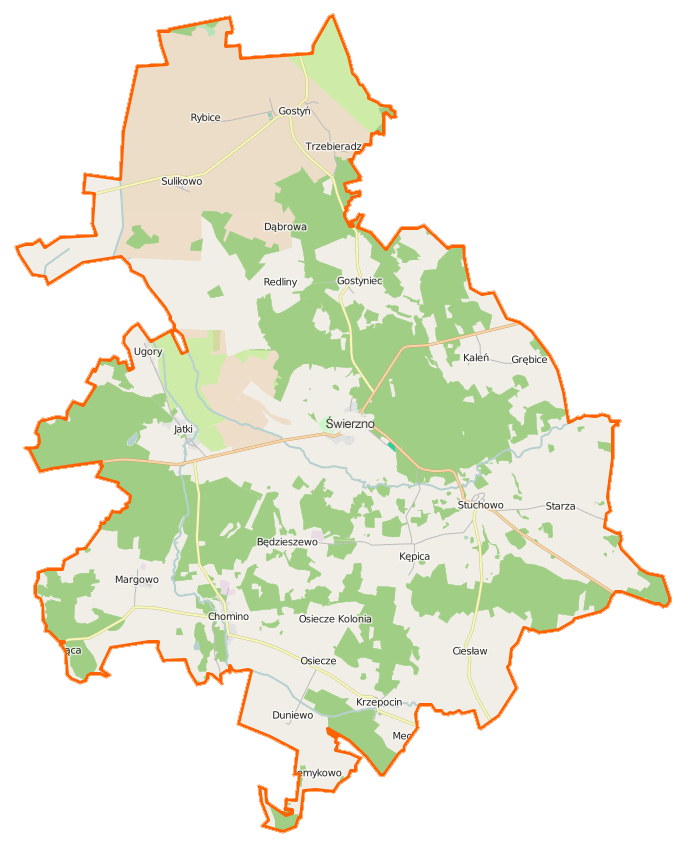
Carte de la gmina de Świerzno.

## Histoire
De 1818 à 1945, Stuchow fait partie de l'arrondissement de Cammin-en-Poméranie (de) dans le district de Stettin au sein de la province de Poméranie.